# Карл Пех
Карл Пех (нім. Karl Pech; 9 грудня 1894, Зайдау, Німецька імперія — 19 травня 1918, Лестрем, Франція) — німецький льотчик-ас, віцефельдфебель Імперської армії.

## Біографія
Учасник Першої світової війни. Закінчивши 1-ше училище винищувальної авіації, 18 січня 1918 року прибув у 29-ту винищувальну ескадрилью. 20 березня 1918 року підвищений до унтерофіцера й пізніше до віцефельдфебеля, але загинув 19 травня 1918 року, о 12:30, між Ла-Горг і Лестремом, у бою з винищувачами SE 5. Він зіткнувся в повітрі з капітаном Г'ю Гренвіллом Вайтом з 29-ї ескадрильї, але якщо Вайту вдалося посадити літак, то Пех каменем звалився на землю.